# 釋善繼
釋善繼（1286年－1357年），號絕宗，又號海慧，俗姓婁，紹興諸暨人，百越人，母親王氏，元朝天臺山薦福寺沙門。。

## 生平
善繼法師的母親夢見神僧授予白芙蕖（蓮花）後便有了身孕，法師出生就能說話，見到王氏唸佛號時，即合掌與母親一同唸佛。年紀稍長，與小叔到山陰靈祕寺研學《春秋》，因私下閱覽佛經，體會佛家法理高深，於是感歎的說：「春秋固佳特世法耳，莫若求出世法，況吾身如泡聚，官爵奚為哉！」生起追求出世佛法之心。
於元大德年間（1297年－1307年），懇請父母允許，依靈祕寺思恭和尚剃髮出家，隔年受具足大戒。受戒後便前往依止大山道恢法師學習天臺教法，恢公和尚見他智慧超群，便囑咐說：「吾輪下數百人，而堪繼大法者惟子耳，當自愛勉之。」善繼法師後來到南大竺寺參謁湛堂性澄法師，深受器重，位居首座，並得法於湛堂。
天歷己巳年（1329年），善繼法師移居浙江良渚，嗣香湛堂，感念他的授法之恩。期間白天宣講《金光明經》，夜晚夢到四明法智尊者對他說：「爾所講之經與吾若合符節。」自此後更加的精進弘法進道。
元惠宗至正二年（1342年），元朝大臣高納璘請法師住持天臺薦福寺，闡揚《法華經》五重玄義，對大眾宣示說：「吾祖有云，止觀一部即法華三昧之筌蹄，一乘十觀即法華三昧之正體，汝等須解行並馳正助兼運，則圓位可登，而不負祖師命宗之意也。」
元朝末年，天下大亂，晚年隱居華徑，專修淨土法門，日夜持念彌陀聖號不懈。一日，忽然通告大眾：「佛祖弘化貴乎時節因緣。緣與時違化將焉托。吾將歸矣。」便端坐圓寂。時年為至正丁酉（1357年），農曆七月二十二日
，世壽七十二歲，僧臘六十三。善繼法師的法體荼毗後舌根不壞，後於靈祕寺西側建塔供奉。繼法師曾經刺十指血抄寫《大方廣佛華嚴經》八十一卷血書，至今仍完整保存於蘇州半塘壽聖寺。

## 法嗣

### 師長
- 大山道恢
- 湛堂性澄

### 弟子
- 獨菴自朋
- 具菴如玘
- 大車是乘
- 雷峯淨昱

## 外部連結
- 中國百科網－釋善繼《高僧摘要》[永久]